# Дозешти (Валча)
Дозешти (рум. Dozești) насеље је у Румунији у округу Валча у општини Фартацешти. Oпштина се налази на надморској висини од 249 m.

## Становништво
Према подацима из 2002. године у насељу је живело 511 становника, од којих су сви румунске националности.